# Schlankes Wollgras
Das Schlanke Wollgras (Eriophorum gracile), auch Zierliches Wollgras genannt, ist eine Pflanzenart aus der Gattung der Wollgräser (Eriophorum), die zur Familie der Sauergrasgewächse (Cyperaceae) gehört. Sie gedeiht in nährstoffarmen Mooren und Moorwäldern. 

## Beschreibung

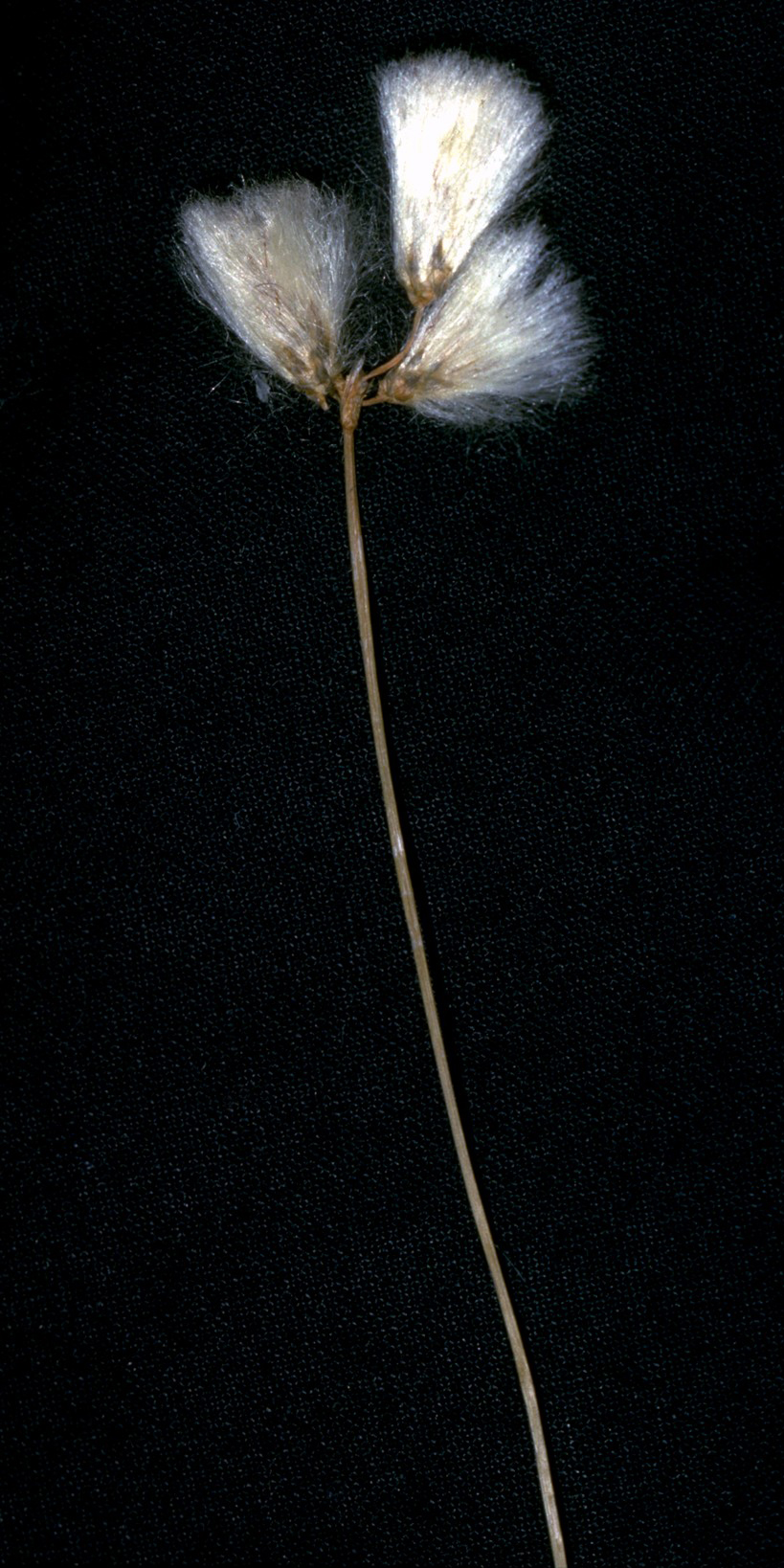
Fruchtstand

### Vegetative Merkmale
Das Schlanke Wollgras ist eine mehrjährige, krautige Pflanze, die Wuchshöhen von 10 bis 70 Zentimetern erreicht. Dieser Geophyt wächst lockerrasig und bildet bis zu 15 Zentimeter lange unterirdische Ausläufer. Die Stängel wachsen aufrecht bis etwas übergebogen (zur Reifezeit oft nickend). Der Stängel ist aufrecht, rund, oben stumpf dreikantig, glatt und schlank und etwa 1 Millimeter dick.
Die grundständigen Blattscheiden sind braun, zuweilen schwach rötlich, matt, scharf dreikantig und gitternervig. Die Blattspreiten sind linealisch, die unteren flach, die oberen fast vom Grunde an dreikantig. Die unteren Laubblätter sind kürzer als die Hälfte der Stängellänge und weniger als 4 Millimeter breit. Die oberen Blätter (etwa bis zur Hälfte des Stängels) erreichen 3 bis 5 Zentimeter Länge und weniger als 2 Millimeter Breite. Die Blatthäutchen (Ligula) sind kleiner als 1 Millimeter, rund, breiter als lang; das oberste Blatt hat kein Blatthäutchen. 

### Generative Merkmale
Die Blütezeit reicht von Mai bis Juni. Der Blütenstand wird von den laubblattartigen Hüllblättern nicht überragt. Der Blütenstand besteht aus zwei bis vier sitzenden bis gestielten, oft fast aufrechten Ährchen. Die Ährchen sind 5 bis 10 Millimeter lang und zwölf- bis dreißigblütig. Die Ährenstiele sind durch dichte Kurzhaare rau. Die Spelzen sind stumpf, gelb bis rotbraun und hautrandig. Im Gegensatz zu beispielsweise dem Schmalblättrigen Wollgras (Eriophorum angustifolium) oder dem Breitblättrigen Wollgras (Eriophorum latifolium) sind die Spelzen vielnervig. Die Hüllfäden der Blütenhülle (Perianth) sind weniger zahlreich als beispielsweise beim Scheiden-Wollgras (Eriophorum vaginatum) und sind 2,5 Zentimeter lang. Ihre langen Blütenhüllfäden verbleiben nach der Reife an der Basis der Karyopse (eine Sonderform der Nussfrucht) und bilden einen Flug- und Schwimmapparat zur besseren Verbreitung der Samen in der Luft und im Wasser. Die Frucht ist stumpf dreikantig, glatt und 2 bis 3 Millimeter lang.
Die Chromosomenzahl beträgt 2n = 76.

## Ökologie
Das Schlanke Wollgras ist ein wintergrüner Geophyt und Hydrophyt. Es überwintert mit unterirdischen beziehungsweise unter Wasser liegenden Rhizomen, aus denen es im Frühjahr austreibt. Das Schlanke Wollgras ist windblütig (Anemophilie). Die Ausbreitung der Diasporen erfolgt durch den Wind (Anemochorie).  

## Verbreitung und Standort
Das Schlanke Wollgras hat ein weites Verbreitungsgebiet in den subarktischen bis gemäßigten Zonen der Nordhalbkugel. In Europa hat es zerstreute Vorkommen und geht nordwärts bis ins südliche England und in Skandinavien, im Baltikum und in Osteuropa bis 69° nördlicher Breite. Südwärts reicht sein Verbreitungsgebiet bis in die Pyrenäen, die Alpen, isoliert in den Nordapennin und auf der Balkanhalbinsel bis Bulgarien. In Europa fehlt sie nur großräumig im Mittelmeerraum und in den Ebenen Ungarns. Eriophorum gracile ist in Nordamerika verbreitet. 
Das Schlanke Wollgras kommt in Mitteleuropa vom Tiefland bis in Höhenlagen bis etwa 1740 Metern (in Bayern), 1220 Metern (in der Schweiz) vor und gedeiht in den planar-kolliner bis montanen Höhenstufen. In den Allgäuer Alpen steigt sie bis zu 1000 Metern Meereshöhe auf. Sein Gesamtareal liegt in den subarktischen und gemäßigten Zonen der Nordhalbkugel, es wird mit zehn Millionen bis eineinhalb Milliarden Quadratkilometern angegeben.
Das Schlanke Wollgras kommt auf zum Teil kalkarmen, schwach sauren aber mäßig basenreichen, dauernassen Moorböden in Sauer- und Basen-Zwischenmooren, auf Schwingrasen, beispielsweise in bäuerlichen Handtorfstichen, und an verlandenden mesophilen Moorgewässern vor.
Nach Zeigerwerte nach Ellenberg ist es eine Halblicht- bis Volllichtpflanze. Sein ökologischer Schwerpunkt liegt auf oft durchnässten bis überschwemmten, stickstoffarmen bis stickstoffärmsten, sauren bis mäßig sauren Böden. Es ist nicht salzertragend.
Die ökologischen Zeigerwerte nach Landolt et al. 2010 sind in der Schweiz: Feuchtezahl F = 4+w (nass aber mäßig wechselnd), Lichtzahl L = 4 (hell), Reaktionszahl R = 2 (sauer), Temperaturzahl T = 3+ (unter-montan und ober-kollin), Nährstoffzahl N = 2 (nährstoffarm), Kontinentalitätszahl K = 3 (subozeanisch bis subkontinental).

## Vergesellschaftung
Das Schlanke Wollgras ist eine Charakterart verschiedener Pflanzengesellschaften der Kleinseggenriede. Es ist Bestandteil der Fadenseggenmoore (Caricetum lasiocarpae) und kommt auch in Drahtseggenmooren (Caricetum diandrae) vor. Die Moosschicht wird von Torf- oder Laubmoosen der Gruppe der Amblystegiaceae (Braunmoose) beherrscht. Als Glazialrelikt ist es in Hochmooren sehr selten.

## Gefährdung und Schutz
Das Schlanke Wollgras gilt europaweit als gefährdet ist aber weltweit nicht gesondert geschützt. Als Gefährdungsursache wird die Eutrophierung von Böden durch Immissionen angegeben. In Deutschland gilt das Schlanke Wollgras als vom Aussterben bedroht (Gefährdungsstatus 1), ist aber nach der BArtSchV nicht besonders geschützt. Ihr Arealanteil in Deutschland beträgt zehn Prozent. Die Bestände sind im Rückgang begriffen. In der Schweiz gilt es als stark gefährdet (endangered) mit mäßig bis stark abnehmenden Beständen.

## Taxonomie
Das Schlanke Wollgras wurde 1800 von Albrecht Wilhelm Roth in Catalecta Botanica, Band 2, Addenda S. 259 als Eriophorum gracile erstbeschrieben. Ein Synonym ist Eriophorum triquetrum Hoppe.